# Wahlkreis Loir-et-Cher I
Der Wahlkreis Loir-et-Cher I ist seit 1958 ein Wahlkreis (französisch circonscription électorale) für die französische Nationalversammlung.

## Von 1986 bis 2010

### Wahlkreisgebiet
Gesetz vom 24. November 1986 – Der Wahlkreis umfasste die sieben Kantone: Blois-1, Blois-2, Blois-3, Contres, Herbault, Montrichard und Vineuil.

### Ergebnisse

#### Parlamentswahl 1997
| Kandidaten                                      | Kandidaten             | Parteien                                                 | 1. Wahlgang | 1. Wahlgang | 2. Wahlgang | 2. Wahlgang |
| Kandidaten                                      | Kandidaten             | Parteien                                                 | Stimmen     | %           | Stimmen     | %           |
| ----------------------------------------------- | ---------------------- | -------------------------------------------------------- | ----------- | ----------- | ----------- | ----------- |
|                                                 | Jack Langgewählt       | SOC – Parti socialiste                                   | 18.923      | 33,9        | 30.519      | 53,2        |
|                                                 | Jacqueline Gourault    | UDF – Union pour la démocratie française/Force démocrate | 15.869      | 28,5        | 26.860      | 46,8        |
|                                                 | Miguel de Peyrecave    | FN – Front national                                      | 9.011       | 16,2        |             |             |
|                                                 | Jean-Louis Le Moing    | COM – Parti communiste français                          | 4.572       | 8,2         |             |             |
|                                                 | Jean-François Dutheil  | ECO – Les Verts                                          | 3.307       | 5,9         |             |             |
|                                                 | Marie Thouard-Fontagne | DVD – La Droite indépendante (Mouvement pour la France)  | 2.266       | 4,1         |             |             |
|                                                 | Nicole Combredet       | ECO – Mouvement écologiste indépendant                   | 1.053       | 1,9         |             |             |
|                                                 | Jean-Marc Richez       | DVG – Initiative républicaine                            | 769         | 1,4         |             |             |
| Gesamt                                          | Gesamt                 | Gesamt                                                   | 55.770      | 100         | 57.379      | 100         |
|                                                 |                        |                                                          |             |             |             |             |
| Ungültige Stimmen                               | Ungültige Stimmen      | Ungültige Stimmen                                        | 3.053       | 5,2         | 4.168       | 6,8         |
| Wähler                                          | Wähler                 | Wähler                                                   | 58.823      | 69,9        | 61.547      | 73,2        |
| Wahlberechtigte                                 | Wahlberechtigte        | Wahlberechtigte                                          | 84.104      |             | 84.104      |             |
|                                                 |                        |                                                          |             |             |             |             |
| Quellen: Innenministerium – Assemblée nationale |                        |                                                          |             |             |             |             |

#### Parlamentswahl 2002
| Kandidaten                                     | Kandidaten               | Parteien                                   | 1. Wahlgang | 1. Wahlgang | 2. Wahlgang | 2. Wahlgang |
| Kandidaten                                     | Kandidaten               | Parteien                                   | Stimmen     | %           | Stimmen     | %           |
| ---------------------------------------------- | ------------------------ | ------------------------------------------ | ----------- | ----------- | ----------- | ----------- |
|                                                | Nicolas Perruchotgewählt | UDF – Union pour la démocratie française   | 21.134      | 38,0        | 26.237      | 50,6        |
|                                                | Michel Fromet            | SOC – Parti socialiste                     | 18.536      | 33,4        | 25.616      | 49,4        |
|                                                | Miguel de Peyrecave      | FN – Front national                        | 7.411       | 13,3        |             |             |
|                                                | Nicole Combredet         | VEC – Les Verts                            | 1.728       | 3,1         |             |             |
|                                                | Jean-Louis Le Moing      | COM – Parti communiste français            | 1.555       | 2,8         |             |             |
|                                                | Isabelle Poulain         | CPNT – Chasse, pêche, nature et traditions | 950         | 1,7         |             |             |
|                                                | Elsa Petit-Hassan        | LCR – Ligue communiste révolutionnaire     | 922         | 1,7         |             |             |
|                                                | Béatrice Bontron         | PREP – Pôle républicain                    | 831         | 1,5         |             |             |
|                                                | Virginie Lacaille        | MPF – Mouvement pour la France             | 825         | 1,5         |             |             |
|                                                | Maryline Kergreis        | LO – Lutte Ouvrière                        | 695         | 1,3         |             |             |
|                                                | Philippe Klein           | ECO – Mouvement écologiste indépendant     | 565         | 1,0         |             |             |
|                                                | Maryline Hariti-Corbeau  | MNR – Mouvement national républicain       | 424         | 0,8         |             |             |
| Gesamt                                         | Gesamt                   | Gesamt                                     | 55.576      | 100         | 51.853      | 100         |
|                                                |                          |                                            |             |             |             |             |
| Ungültige Stimmen                              | Ungültige Stimmen        | Ungültige Stimmen                          | 1.178       | 2,1         | 2.139       | 4,0         |
| Wähler                                         | Wähler                   | Wähler                                     | 56.754      | 65,4        | 53.992      | 62,2        |
| Wahlberechtigte                                | Wahlberechtigte          | Wahlberechtigte                            | 86.801      |             | 86.800      |             |
|                                                |                          |                                            |             |             |             |             |
| Quellen: Innenministerium, Ergebnis – Parteien |                          |                                            |             |             |             |             |

#### Parlamentswahl 2007
| Kandidaten               | Kandidaten               | Parteien                                                    | 1. Wahlgang | 1. Wahlgang | 2. Wahlgang | 2. Wahlgang |
| Kandidaten               | Kandidaten               | Parteien                                                    | Stimmen     | %           | Stimmen     | %           |
| ------------------------ | ------------------------ | ----------------------------------------------------------- | ----------- | ----------- | ----------- | ----------- |
|                          | Nicolas Perruchotgewählt | MAJ – Nouveau Centre/Union pour un mouvement populaire (NC) | 22.932      | 42,3        | 26.418      | 50,3        |
|                          | Geneviève Baraban        | SOC – Parti socialiste                                      | 16.388      | 30,3        | 26.097      | 49,7        |
|                          | Miguel de Peyrecave      | FN – Front national                                         | 4.043       | 7,5         |             |             |
|                          | Catherine Fourmond       | VEC – Les Verts                                             | 2.619       | 4,8         |             |             |
|                          | Marie-Anne Clément       | EXG – Ligue communiste révolutionnaire                      | 2.002       | 3,7         |             |             |
|                          | Virginie Lacaille        | MPF – Mouvement pour la France                              | 1.900       | 3,5         |             |             |
|                          | Laurianne Delaporte      | COM – Parti communiste français                             | 1.698       | 3,1         |             |             |
|                          | Emmanuelle Faure         | CPNT – Chasse, pêche, nature et traditions                  | 1.025       | 1,9         |             |             |
|                          | Sarah Laurent            | ECO – Le Trèfle – Les nouveaux écologistes                  | 908         | 1,7         |             |             |
|                          | Maryline Kergreis        | EXG – Lutte Ouvrière                                        | 652         | 1,2         |             |             |
| Gesamt                   | Gesamt                   | Gesamt                                                      | 54.167      | 100         | 52.515      | 100         |
|                          |                          |                                                             |             |             |             |             |
| Ungültige Stimmen        | Ungültige Stimmen        | Ungültige Stimmen                                           | 1.511       | 2,7         | 2.178       | 4,0         |
| Wähler                   | Wähler                   | Wähler                                                      | 55.678      | 61,4        | 54.693      | 60,4        |
| Wahlberechtigte          | Wahlberechtigte          | Wahlberechtigte                                             | 90.614      |             | 90.614      |             |
|                          |                          |                                                             |             |             |             |             |
| Quelle: Innenministerium |                          |                                                             |             |             |             |             |

## Seit 2010

### Wahlkreisgebiet
- Découpage électoral: Ordonnanz n° 2009-935 vom 29. Juli 2009[2] (Ratifikation: Gesetz n° 2010-165 vom 23. Februar 2010[3]) – Keine territorialen Änderungen.
- Redécoupage cantonal: Dekret vom 21. Februar 2014.[4]

### Ergebnisse

#### Parlamentswahl 2012
| Kandidaten               | Kandidaten             | Parteien                                                                              | 1. Wahlgang | 1. Wahlgang | 2. Wahlgang | 2. Wahlgang |
| Kandidaten               | Kandidaten             | Parteien                                                                              | Stimmen     | %           | Stimmen     | %           |
| ------------------------ | ---------------------- | ------------------------------------------------------------------------------------- | ----------- | ----------- | ----------- | ----------- |
|                          | Denys Robiliardgewählt | SOC – Parti socialiste                                                                | 17.278      | 37,3        | 23.972      | 51,9        |
|                          | Nicolas Perruchot      | NCE – Nouveau Centre                                                                  | 16.136      | 34,8        | 22.216      | 48,1        |
|                          | Michel Chassier        | FN – Front national                                                                   | 6.607       | 14,3        |             |             |
|                          | Laurianne Delaporte    | FG – Front de gauche (Parti communiste français)                                      | 2.367       | 5,1         |             |             |
|                          | François Thiollet      | VEC – Europe Écologie Les Verts                                                       | 1.601       | 3,5         |             |             |
|                          | Élisabeth Montandon    | EXD – Union de la droite nationale (PdF – MNR – NDP)                                  | 539         | 1,2         |             |             |
|                          | Laurent Guibert        | DVD – Debout la République                                                            | 446         | 1,0         |             |             |
|                          | Marie-Anne Clément     | EXG – Nouveau Parti anticapitaliste                                                   | 357         | 0,8         |             |             |
|                          | Sarah Laurent          | ECO – Le Trèfle – Les nouveaux écologistes / Mouvement hommes animaux nature (LT-LNÉ) | 355         | 0,8         |             |             |
|                          | Hélène Gilot           | DVD – Mouvement pour la France                                                        | 272         | 0,6         |             |             |
|                          | Étienne Bourgeois      | ECO – Alliance écologiste indépendante                                                | 215         | 0,5         |             |             |
|                          | Alain Lombard          | EXG – Lutte Ouvrière                                                                  | 189         | 0,4         |             |             |
| Gesamt                   | Gesamt                 | Gesamt                                                                                | 46.362      | 100         | 46.188      | 100         |
|                          |                        |                                                                                       |             |             |             |             |
| Ungültige Stimmen        | Ungültige Stimmen      | Ungültige Stimmen                                                                     | 686         | 1,5         | 1.503       | 3,2         |
| Wähler                   | Wähler                 | Wähler                                                                                | 47.048      | 58,5        | 47.691      | 59,2        |
| Wahlberechtigte          | Wahlberechtigte        | Wahlberechtigte                                                                       | 80.490      |             | 80.494      |             |
|                          |                        |                                                                                       |             |             |             |             |
| Quelle: Innenministerium |                        |                                                                                       |             |             |             |             |

#### Parlamentswahl 2017
| Kandidaten               | Kandidaten            | Parteien                               | 1. Wahlgang | 1. Wahlgang | 2. Wahlgang | 2. Wahlgang |
| Kandidaten               | Kandidaten            | Parteien                               | Stimmen     | %           | Stimmen     | %           |
| ------------------------ | --------------------- | -------------------------------------- | ----------- | ----------- | ----------- | ----------- |
|                          | Marc Fesneaugewählt   | MDM – Mouvement démocrate              | 14.076      | 34,6        | 22.914      | 69,2        |
|                          | Michel Chassier       | FN – Front national                    | 6.121       | 15,0        | 10.221      | 30,8        |
|                          | Denys Robiliard       | SOC – Parti socialiste                 | 5.634       | 13,8        |             |             |
|                          | Damien Henault        | LR – Les Républicains                  | 5.374       | 13,2        |             |             |
|                          | Kenza Belliard        | FI – La France insoumise               | 4.302       | 10,6        |             |             |
|                          | Rama Yade             | DVD – Parti radical valoisien          | 2.300       | 5,7         |             |             |
|                          | Nicolas Orgelet       | ECO – Europe Écologie Les Verts        | 1.148       | 2,8         |             |             |
|                          | Camélia Khabèche      | COM – Parti communiste français        | 692         | 1,7         |             |             |
|                          | Étienne Bourgeois     | ECO – Alliance écologiste indépendante | 447         | 1,1         |             |             |
|                          | Marie-Claude Neveu    | EXG – Lutte Ouvrière                   | 320         | 0,8         |             |             |
|                          | Rémi Meneau           | DIV – Union populaire républicaine     | 275         | 0,7         |             |             |
| Gesamt                   | Gesamt                | Gesamt                                 | 40.689      | 100         | 33.135      | 100         |
|                          |                       |                                        |             |             |             |             |
| Leere Stimmzettel        | Leere Stimmzettel     | Leere Stimmzettel                      | 625         | 1,5         | 3.092       | 8,3         |
| Ungültige Stimmzettel    | Ungültige Stimmzettel | Ungültige Stimmzettel                  | 221         | 0,5         | 1.071       | 2,9         |
| Wähler                   | Wähler                | Wähler                                 | 41.535      | 50,2        | 37.298      | 45,1        |
| Wahlberechtigte          | Wahlberechtigte       | Wahlberechtigte                        | 82.759      |             | 82.752      |             |
|                          |                       |                                        |             |             |             |             |
| Quelle: Innenministerium |                       |                                        |             |             |             |             |

#### Parlamentswahl 2022
| Kandidaten               | Kandidaten            | Parteien                                                                   | 1. Wahlgang | 1. Wahlgang | 2. Wahlgang | 2. Wahlgang |
| Kandidaten               | Kandidaten            | Parteien                                                                   | Stimmen     | %           | Stimmen     | %           |
| ------------------------ | --------------------- | -------------------------------------------------------------------------- | ----------- | ----------- | ----------- | ----------- |
|                          | Marc Fesneaugewählt   | ENS – Ensemble ! (Mouvement démocrate)                                     | 12.986      | 32,0        | 20.249      | 56,5        |
|                          | Reda Belkadi          | NUP – Nouvelle union populaire écologique et sociale (La France insoumise) | 9.873       | 24,3        | 15.606      | 43,5        |
|                          | Michel Chassier       | RN – Rassemblement National                                                | 9.073       | 22,3        |             |             |
|                          | Malik Benakcha        | LR – Les Républicains                                                      | 3.015       | 7,4         |             |             |
|                          | Frank Martin          | REC – Reconquête                                                           | 1.828       | 4,5         |             |             |
|                          | Gildas Vieira         | DIV – La France autrement                                                  | 1.488       | 3,7         |             |             |
|                          | Hervé Mesnager        | RDG – Parti radical de gauche                                              | 1.299       | 3,2         |             |             |
|                          | Fabienne Pomi         | ECO – Parti animaliste                                                     | 569         | 1,4         |             |             |
|                          | Alain Lombard         | DXG – Lutte Ouvrière                                                       | 490         | 1,2         |             |             |
| Gesamt                   | Gesamt                | Gesamt                                                                     | 40.621      | 100         | 35.855      | 100         |
|                          |                       |                                                                            |             |             |             |             |
| Leere Stimmzettel        | Leere Stimmzettel     | Leere Stimmzettel                                                          | 649         | 1,6         | 2.652       | 6,7         |
| Ungültige Stimmzettel    | Ungültige Stimmzettel | Ungültige Stimmzettel                                                      | 282         | 0,7         | 1.209       | 3,0         |
| Wähler                   | Wähler                | Wähler                                                                     | 41.552      | 50,2        | 39.716      | 48,0        |
| Wahlberechtigte          | Wahlberechtigte       | Wahlberechtigte                                                            | 82.775      |             | 82.792      |             |
|                          |                       |                                                                            |             |             |             |             |
| Quelle: Innenministerium |                       |                                                                            |             |             |             |             |

#### Parlamentswahl 2024
| Kandidaten               | Kandidaten             | Parteien                                                | 1. Wahlgang | 1. Wahlgang | 2. Wahlgang | 2. Wahlgang |
| Kandidaten               | Kandidaten             | Parteien                                                | Stimmen     | %           | Stimmen     | %           |
| ------------------------ | ---------------------- | ------------------------------------------------------- | ----------- | ----------- | ----------- | ----------- |
|                          | Marc Fesneaugewählt    | ENS – Ensemble pour la République (Mouvement démocrate) | 18.711      | 34,6        | 32.336      | 60,2        |
|                          | Marine Bardet          | RN – Rassemblement National                             | 19.074      | 35,2        | 21.381      | 39,8        |
|                          | Reda Belkadi           | DVG – Unabh. (NFP entzieht die Unterstützung)           | 8.311       | 15,3        |             |             |
|                          | Pierre Gilles Parra    | LR – Les Républicains                                   | 3.220       | 5,9         |             |             |
|                          | Gildas Vieira          | DVC – Écologie au centre/Génération animal              | 2.867       | 5,3         |             |             |
|                          | Alain Lombard          | EXG – Lutte Ouvrière                                    | 1.828       | 3,4         |             |             |
|                          | François Dassonneville | DIV – Unabh.                                            | 138         | 0,3         |             |             |
|                          | Jean-Marc Tran         | DIV – Unabh.                                            | 4           | 0,0         |             |             |
| Gesamt                   | Gesamt                 | Gesamt                                                  | 54.153      | 100         | 53.717      | 100         |
|                          |                        |                                                         |             |             |             |             |
| Leere Stimmzettel        | Leere Stimmzettel      | Leere Stimmzettel                                       | 1.221       | 2,2         | 2.147       | 3,8         |
| Ungültige Stimmzettel    | Ungültige Stimmzettel  | Ungültige Stimmzettel                                   | 478         | 0,9         | 781         | 1,4         |
| Wähler                   | Wähler                 | Wähler                                                  | 55.852      | 67,5        | 56.645      | 68,4        |
| Wahlberechtigte          | Wahlberechtigte        | Wahlberechtigte                                         | 82.706      |             | 82.775      |             |
|                          |                        |                                                         |             |             |             |             |
| Quelle: Innenministerium |                        |                                                         |             |             |             |             |